# Nothosaurus
Nothosaurus (''falso lagarto'') é um gênero extinto de réptil sauropterígeo do período Triássico, que viveu há aproximadamente 240 à 210 milhões de anos atrás, com fósseis sendo distribuídos por todo o antigo Oceano de Tétis, do Norte da África e Europa até a China. É o membro mais conhecido da ordem dos notossauros.